# Flottsundsbron

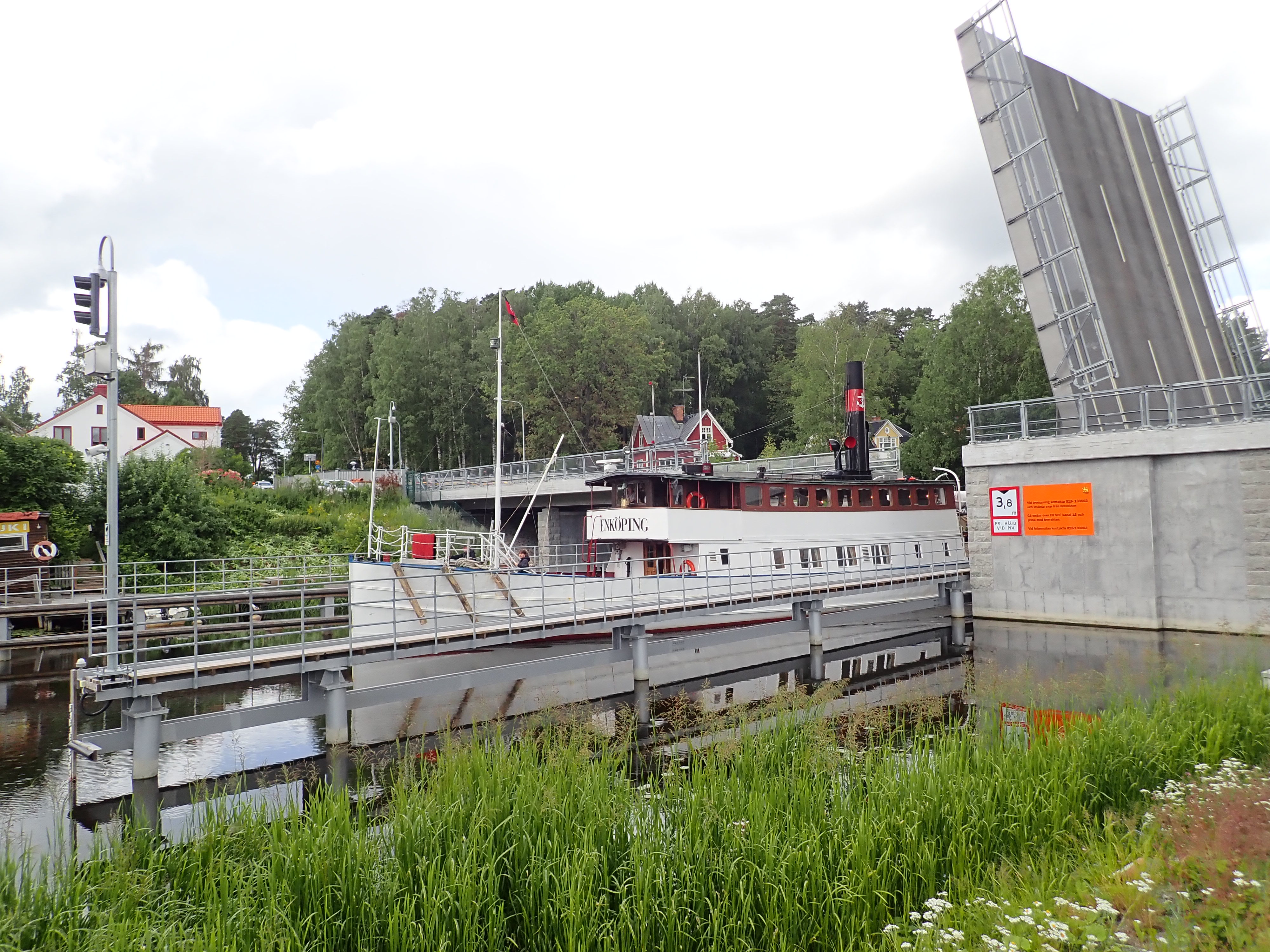
M/S Enköping passerar den nya Flottsundsbron på väg mot Ekoln i Mälaren. Bilden är tagen från Kungshamn-Morgas naturreservat.

Flottsundsbron är en bro vid Flottsund i Sunnersta, i sydligaste Uppsala nära Fyrisåns mynning i Ekoln.
Bron är en öppningsbar klaffbro för trafik fram till hamnbassängen, och anknyter till Uppsalas södra stadsdelar.
Olika broar har funnits på platsen sedan 1600-talet, och strax söder om den nuvarande bron finns gamla brofästen kvar från en tidigare bro. 
Fram till 1960 var bron en del av den huvudsakliga infarten till Uppsala från Stockholm via dåvarande E4, Riksväg 13, som idag är länsväg 255. Vid bron gick även länsgränsen mellan Uppsala län och Stockholms län. Gränsen flyttades söderut i och med Knivstatraktens införlivande i Uppsala kommun (1971). Knivsta har dock sedan 1 januari 2003 återigen bildat en egen kommun varpå det numera åter går en kommungräns vid bron.
Den förutvarande bron, en svängbro som hade en stomme av trä, var i dåligt skick, ersattes under ett projekt under 2015–2017 av en ny bredare bro på samma plats, men nu en klaffbro och med separata körfält för bilar, cyklar och gående. Under byggtiden var en temporär bro i drift omedelbart norr om den ursprungliga bron för bil, cykel och gående. 
Den  nya Flottsundsbron invigdes den 22 april 2017.

## Bildgalleri

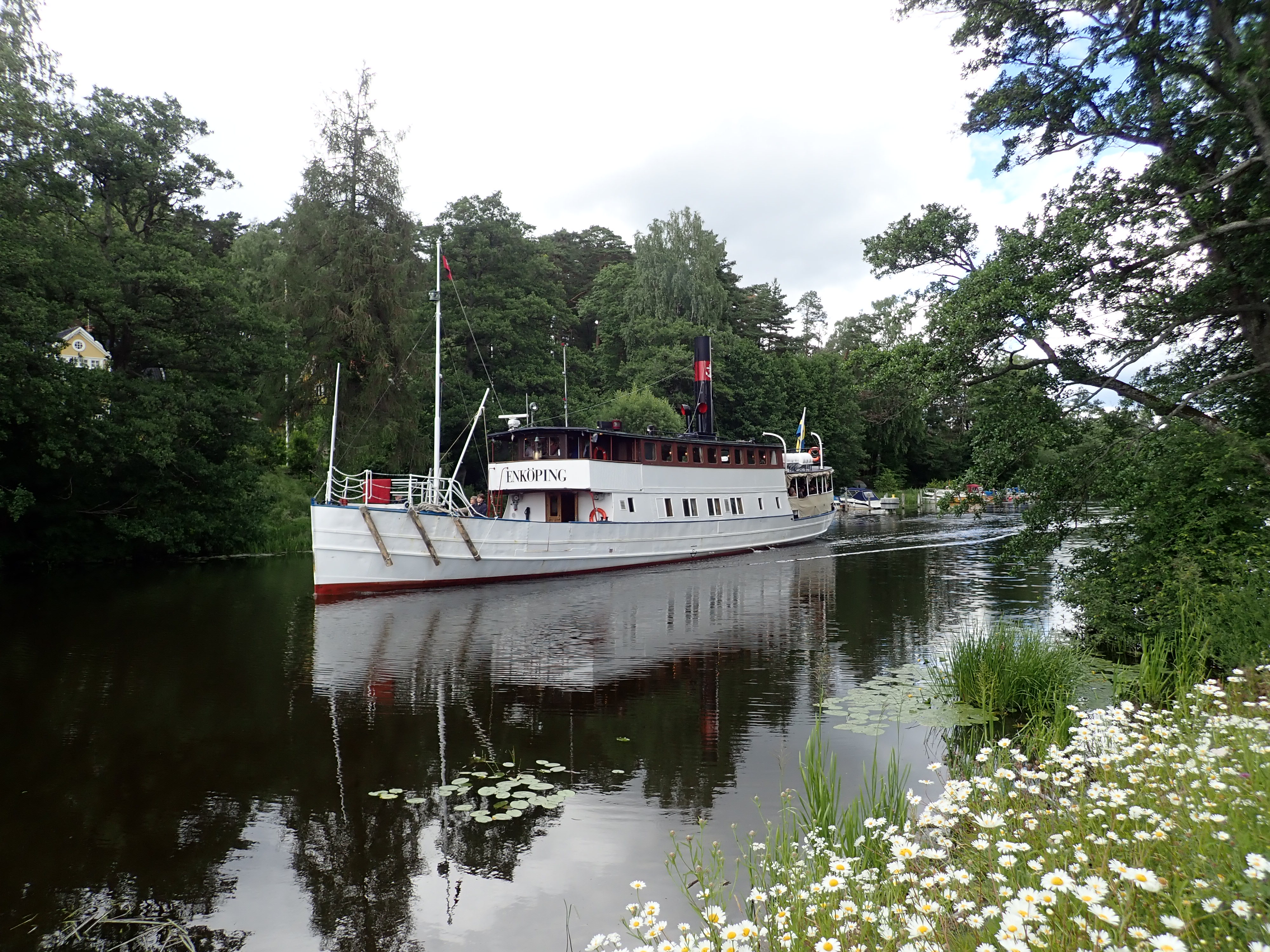
M/S Enköping på Fyrisån närmar sig Flottsundsbron vid Kungshamn-Morgas naturreservat, på väg från Uppsala mot Ekoln i Mälaren.
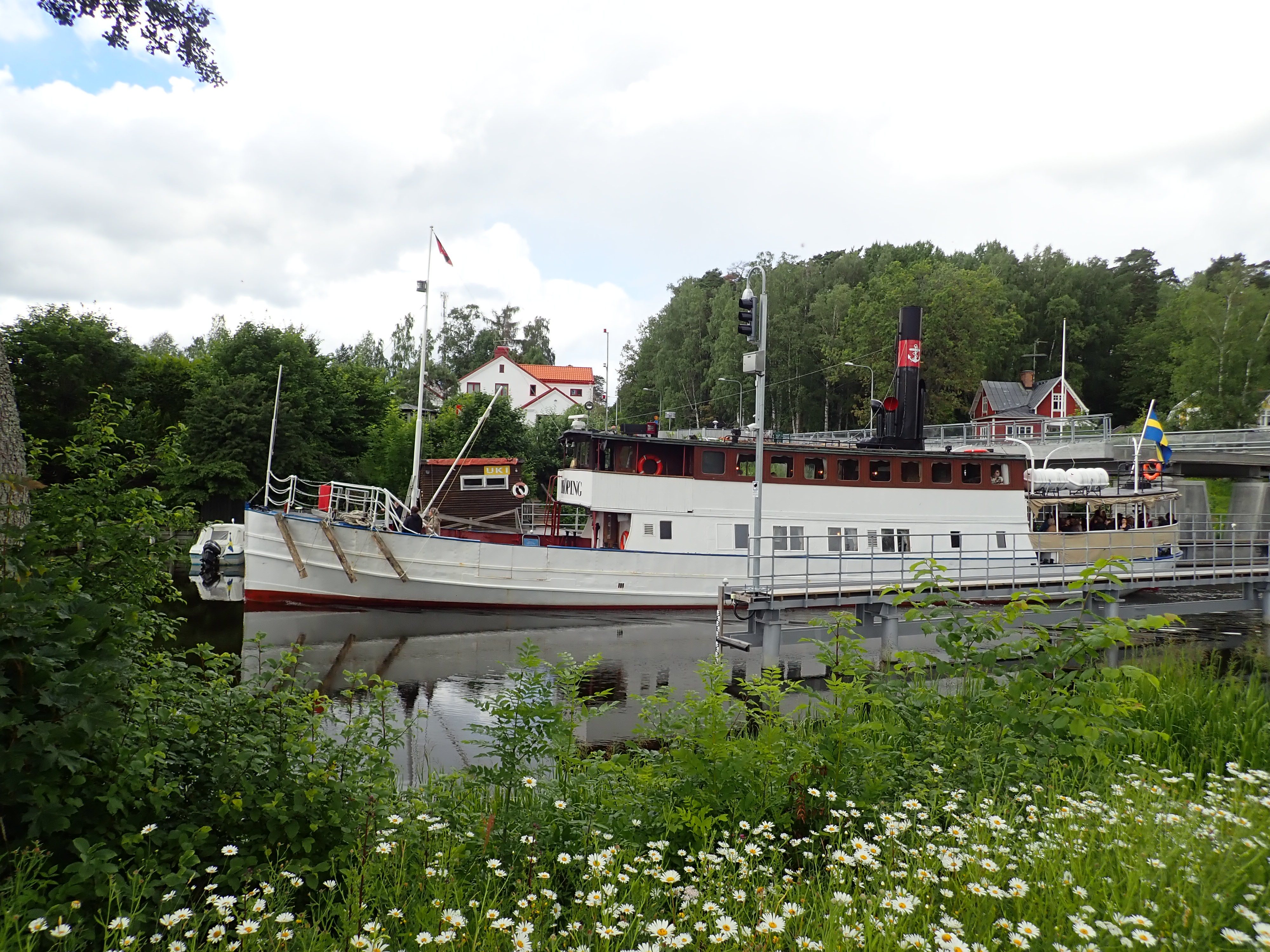
M/S Enköping vid Flottsundsbron i Flottsund.
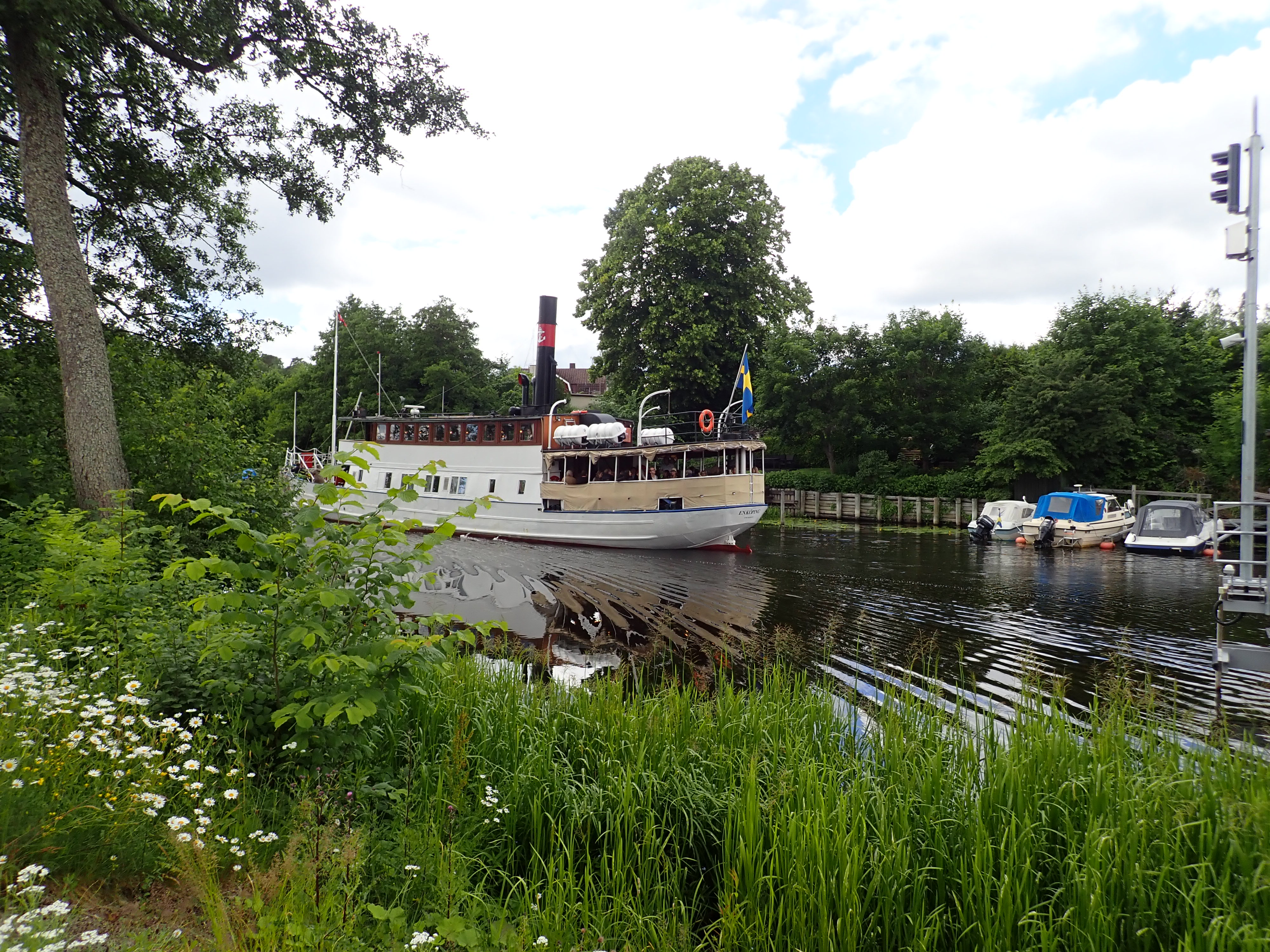
M/S Enköping passerar en båtklubb vid Flottsundsbron.
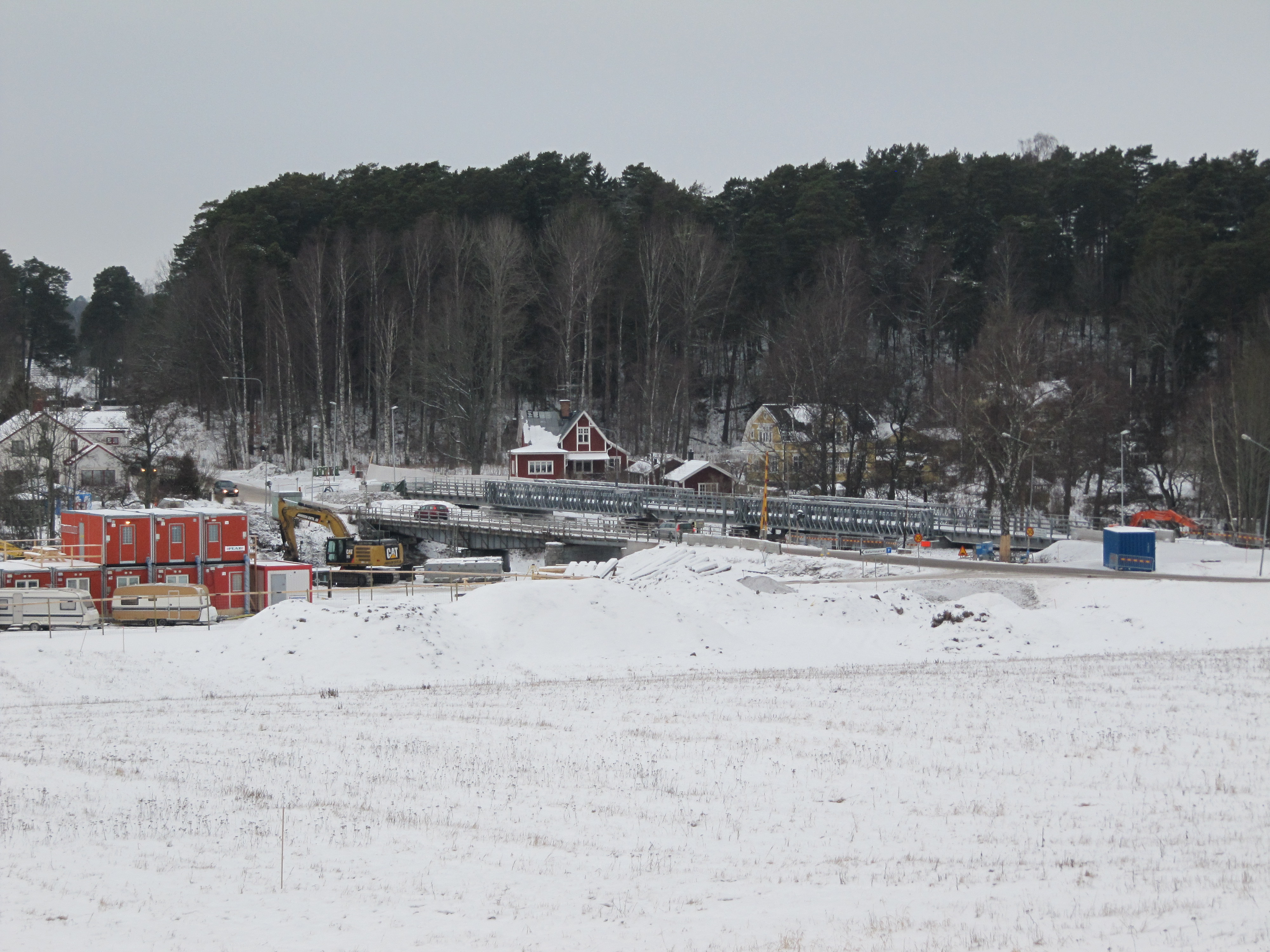
Flottsundsbron i januari 2016 inför rivandet av den gamla bron och byggandet av den nya.